# 트레비네 지방

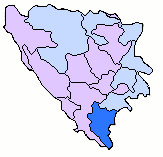
트레비네 지방의 위치

트레비네 지방(세르비아어: Требињска регија, 보스니아어: Trebinjska regija, 크로아티아어: Trebinjska regija)은 보스니아 헤르체고비나를 구성하는 국가 및 지역인 스릅스카 공화국에 속해 있는 지방 가운데 하나로, 행정 중심지는 트레비네이며 보스니아 헤르체고비나 남부에 위치한다. 몬테네그로, 크로아티아와 국경을 접한다.

## 지방 자치체
7개 지방 자치체를 관할한다.
1. 베르코비치 (Berkovići)
2. 빌레차 (Bileća)
3. 가츠코 (Gacko)
4. 이스토치니모스타르 (Istočni Mostar)
5. 류비네 (Ljubinje)
6. 네베시네 (Nevesinje)
7. 트레비네 (Trebinje)